# Нур Девлет
Нур Девлет (? — 1503, Русија) је био кримски кан. Водио је ратове против Кримa. Умро је у Русији, 1503. године, а његов гроб се налази у Бахчисарају.